# Chiesa dell'Esaltazione della Santa Croce (Krnov)
La chiesa dell'Esaltazione della Santa Croce (in ceco Kostel Povýšení svatého Kříže) è la chiesa cimiteriale principale di Krnov, comune del Distretto di Bruntál, nella Regione di Moravia-Slesia, Repubblica Ceca. Il luogo di culto con la sua parrocchia appartiene alla diocesi di Ostrava-Opava, suffraganea dell'arcidiocesi di Olomouc. La chiesa che ci è pervenuta fu ricostruita nel XVIII secolo e viene considerata un monumento culturale nazionale.

## Storia

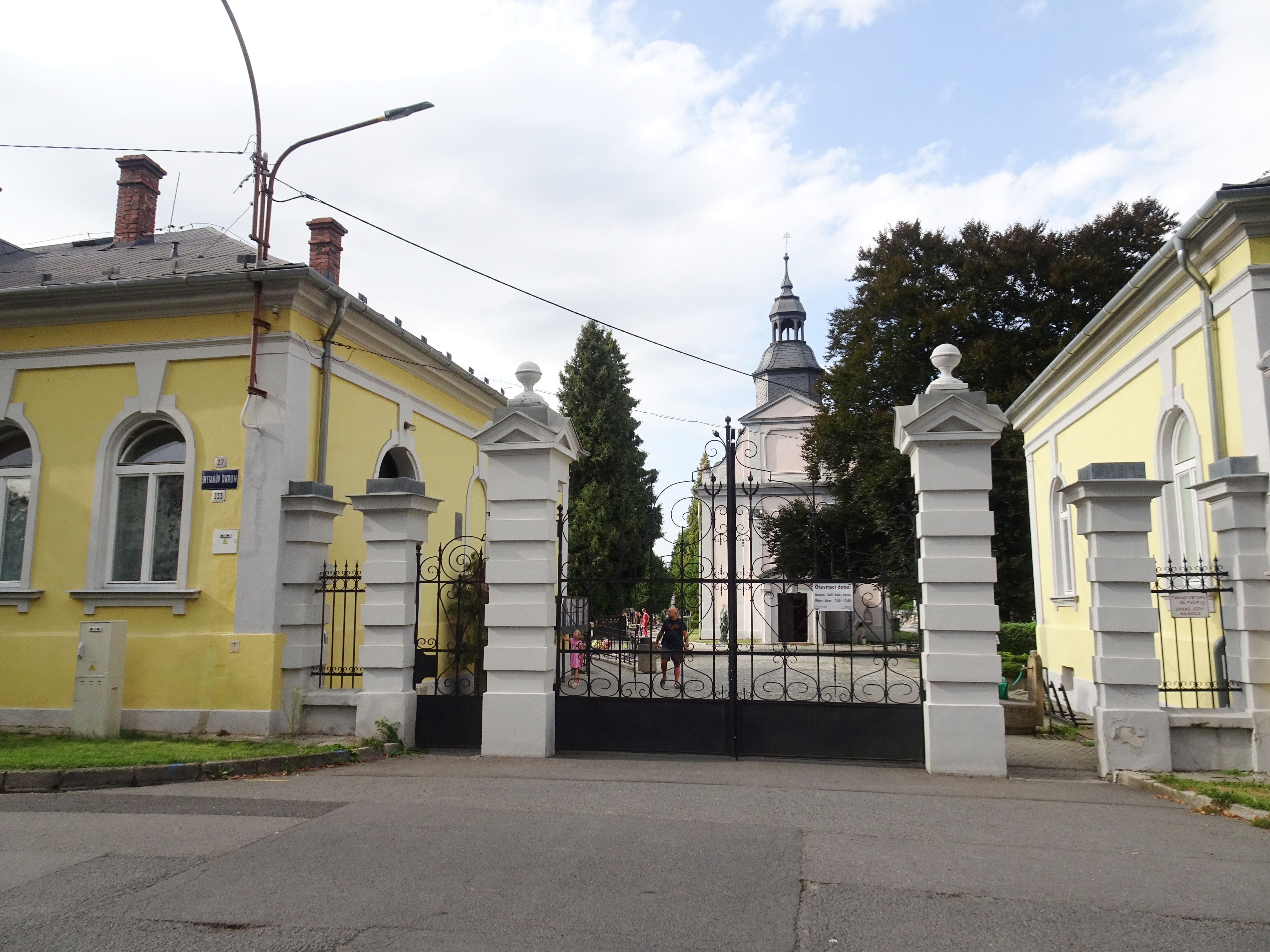
Accesso al cimitero di Krnov. All'interno è visibile la chiesa dell'Esaltazione della Santa Croce

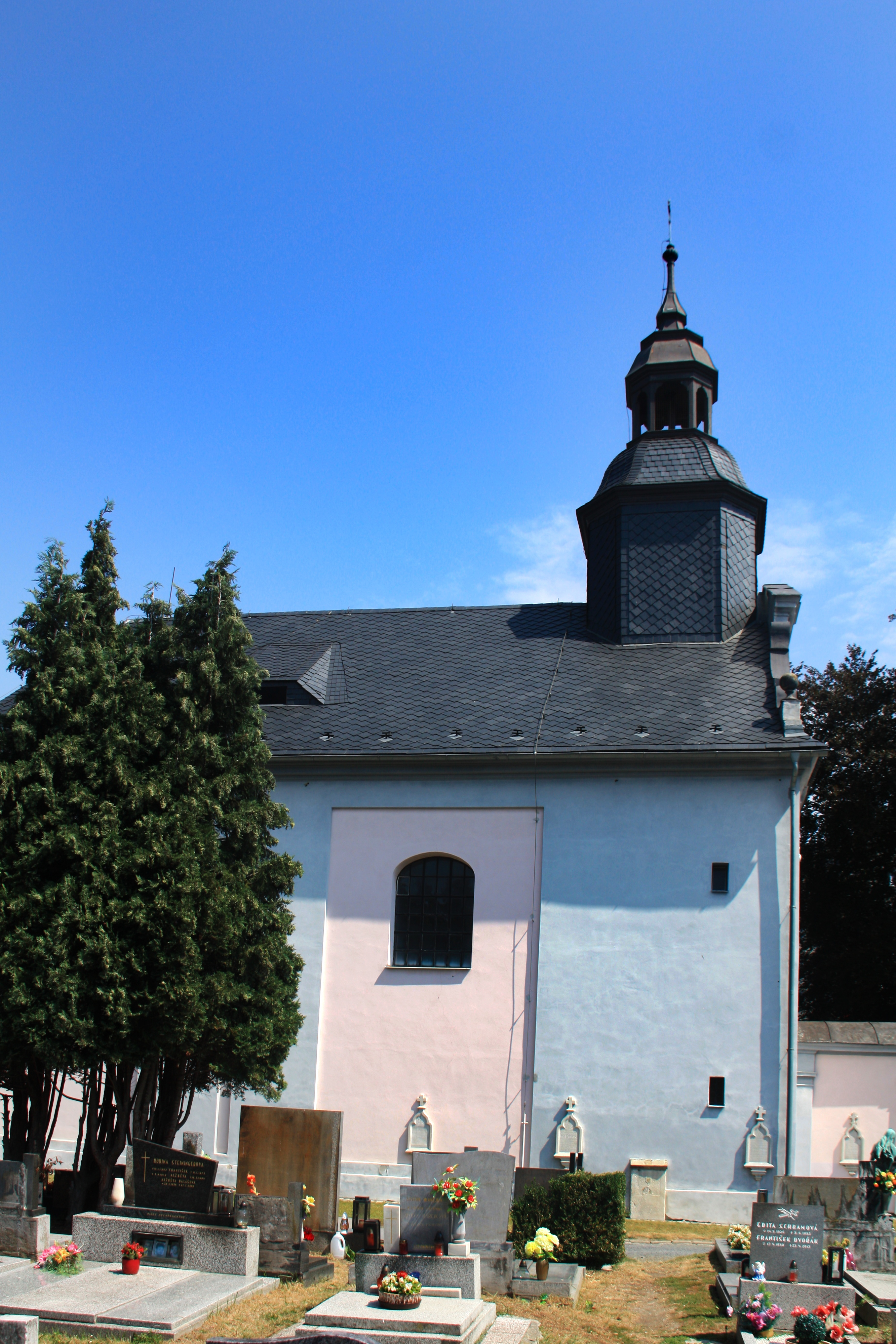
Chiesa dell'Esaltazione della Santa Croce vista col suo cimitero dalla parte sinistra

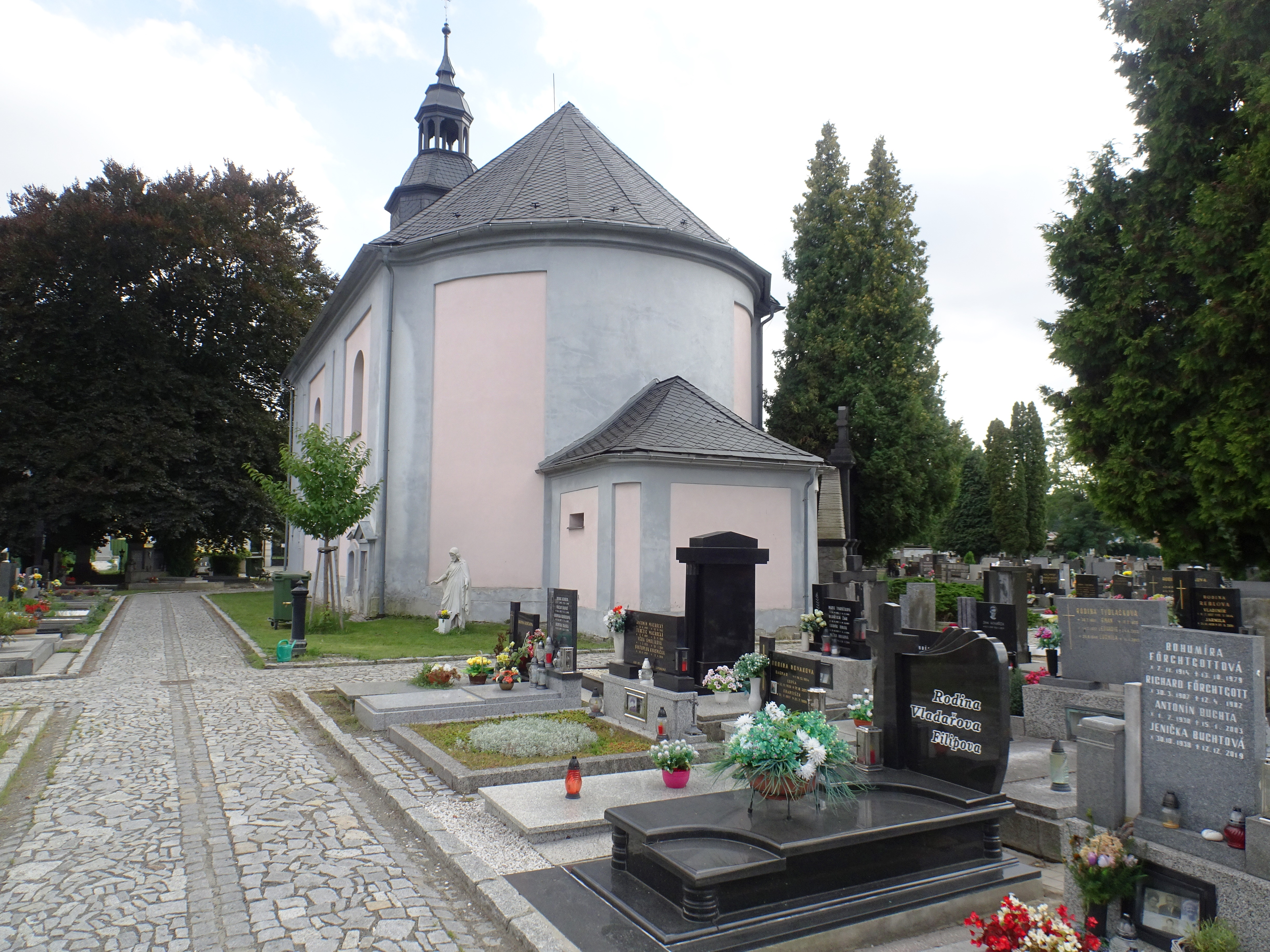
Parte absidale e area cimiteriale

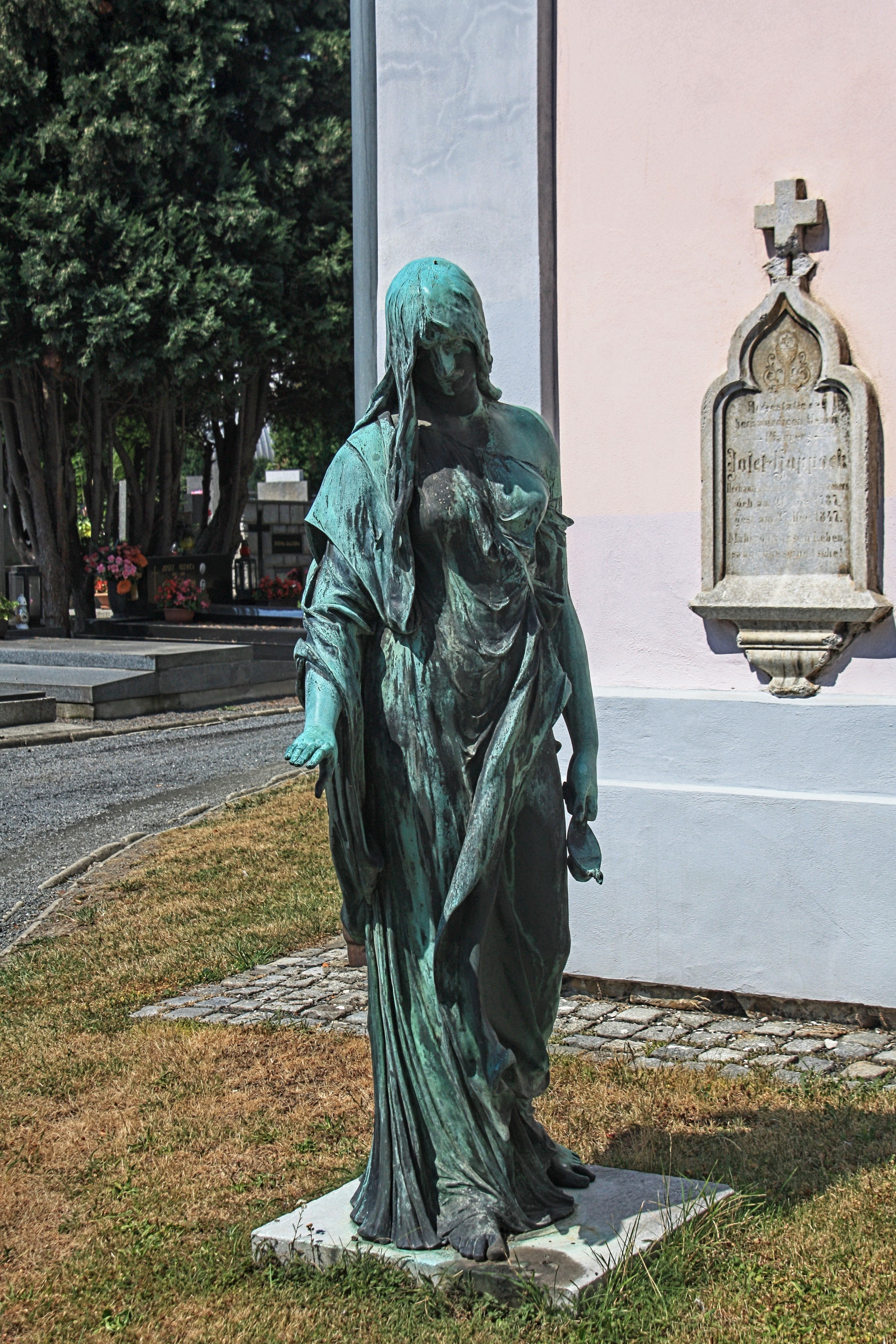
Statua in bronzo realizzata da Theodor Franz Maria Khuen posta anteriormente alla facciata

La primitiva chiesa cimiteriale edificata sul sito era un'antica struttura in legno innalzata attorno al 1688, o forse addirittura risalente al XV secolo. L'edificio, che avrebbe dovuto essere demolito eg ormai bisognoso di restauri, venne riedificato all'interno del principale cimitero cittadino secondo lo stile tardo barocco nel 1756. La ricostruzione fu affidata al maestro Kuhn mentre la piccola torre campanaria, posta centralmente e in posizione avanzata sul tetto, è opera successiva del maestro stagnino Ignatz Fitz, realizzata nel 1777.

## Descrizione

### Esterni
La chiesa dell'Esaltazione della Santa Croce è la chiesa cimiteriale del principale cimitero cittadino a Krnov, comune della Regione di Moravia-Slesia in Repubblica Ceca. La chiesa mostra orientamento verso nord e la facciata è bipartita orizzontalmente in due sezioni. Alla base è caratterizzata da una coppia di paraste affiancate da due grandi cornici rettangolari. Al centro è posto il portale principale di accesso leggermente sporgente ed architravato sormontato in asse da una grande finestra a monofora che porta luce alla sala. Nella parte superiore altre due paraste di minore altezza sorreggono il grande frontone con timpano. La torre campanaria a base poligonale è posta centralmente e in posizione avanzata sul tetto e si conclude con una cella campanaria di piccole dimensioni. Davanti alla facciata, sulla sua sinistra, si trova la scultura in bronzo in stile Art Nouveau a grandezza naturale di una figura femminile dolente opera dello scultore austriaco Theodor Franz Maria Khuen.

### Interni
La Navata interna è unica. la copertura del soffitto è orizzontale. All'interno della sala si conserva un piccolo strumento musicale ad organo.

### Monumento nazionale culturale della Repubblica Ceca
La tutela dei monumenti della Repubblica Ceca considera la chiesa dell'Esaltazione della Santa Croce di Krnov un monumento culturale nazionale tutelato col numero di catalogo 1000138995. Oltre alla chiesa di particolare interesse è la scultura in bronzo realizzata da Theodor Franz Maria Khuen.